# 3897 Louhi
3897 Louhi (1942 RT) là một tiểu hành tinh vành đai chính được phát hiện ngày 8 tháng 9 năm 1942 bởi Y. Vaisala ở Turku.